# معركة بلنجر (723)

معركة بلنجر الثانية كانت جزءا من الحروب الإسلامية الخزرية. وفقًا للطبري وقعت المعركة في 722 أو 723، حيث عبر الجيش الأموي بقيادة الجراح بن عبد الله جبال القوقاز وهاجموا بلنجر. حاول الخزر الدفاع عن البلدة من خلال ربط 3000 عربة حول الحصن الرئيسي في التضاريس المرتفعة، لكنهم هُزموا في الهجوم. فر الناجون إلى بلدات أخرى، بما في ذلك سماندر. في حين غنم الجيش الأموي الكثير وانسحب بعد ذلك.